# Bribris
Els bribris són un dels grups ètnics més nombrosos de Costa Rica. Encara que la distribució dels pobles autòctons costa-riquenys abans de la conquesta no és molt coneguda actualment, sí que es té certesa que tant els bribris com els cabécars estaven assentats en la Serralada de Talamanca. El sistema social es basava en el cacicatge. El religiós Bernardo Thiel va calcular que la població bribri sumada a la cabécar aconseguia uns vint-i-set mil indígenes a l'arribada dels conqueridors europeus, però uns altres han estimat que la població era més nombrosa.
També existeix un grup de 300 persones assentats a Panamà i que abasta nou comunitats en la província de Bocas del Toro, fronterer amb Costa Rica.

## Llengua
Nom: Bribri.
Altres noms: Bribri-wak, Talamanca, Suuhtúk, Viceíta.
Família lingüística: Chibcha o Chipcha, Chibcha-Talamanca-Bribri.
Dialèctes: Salitre-Cabagra, Amubre-Katsi i Coroma.
Llengua molt propera, però no sempre intel·ligible amb el Cabécar, el Guatuso i el Teribe. S'atribueix el nom de bribri al significat emfatitzat amb la repetició (bri-bri o dri-dri) de “dur, fort o valent”. (Stone 1961: 16) És una llengua del grup Talamanca-Barbacoa, de la branca occidental de la família chibcha. Actualment existeix un alfabet adaptat del llatí-castellà amb una sèrie de grafemes per tal d'adequar la pronuncia de la seva llengua en texts escrits perquè té tot un seguit de sons i de vocals que no existeixen en castellà.
La Constitució de Costa Rica i la de Panamà de 2004 (art. 88), estableixen que les llengües indígenes seran objecte de protecció i que es promouran programes d'educació bilingüe (programes que només s'apliquen per a l'ensenyament primari i que no garanteixen la continuïtat enfront de l'ús cada cop més comú de l'espanyol). La llengua bribri és parlada per unes 5000 persones, la majoria bilingües en espanyol, i es considera la llengua indígena més important de Costa Rica. “Etnologue.com” la qualifica com a llengua d'ús vigorós, estandarditzada i amb literatura, però considera que la seva pervivència no està garantida.

## Cultura
La cultura i la llengua bribri han sobreviscut per tradició oral i es conserven amb més o menys fermesa en els territoris indígenes, especialment en les zones més aïllades del contacte amb escoles, colons, esglésies i altres institucions estatals o comercials, normalment convivint amb el castellà. És important entendre però que, com a reconfiguració de les poblacions quasi exterminades per la colonització, la cultura bribri és també una reconfiguració de diferents tradicions dels pobles que van sobreviure i es van unir estructurats en clans, fruit d'un procés d'etnogènesi. De fet amb els mateixos cabécares els lligams culturals van més enllà de les semblances de les seves variants dialectals, i comparteixen una certa cosmovisió i una relació en el passat i el present. No consten antecedents històrics que confirmin la continuïtat del conjunt d'elements culturals com a propis i diferenciats de la resta o que puguin desvelar quins han estat readaptats.
Les cultures són elements vius i canviants, que readapten l'experiència de la realitat a la seva cosmovisió, així doncs es pot pressuposar una certa continuïtat amb elements precolonials en els que és possible que s'hi haguessin incorporat elements propis d'altres grups indígenes absorbits.
Els bribri són grans coneixedors dels recursos naturals, i són l'únic poble d'indígena costa-riqueny que fabrica canoes. El seu contacte amb l'aigua els fa aprendre a pescar i a nedar des de ben infants. (Pittier 1938: 13) Els bribri vivien normalment en assentaments familiars molt allunyats els uns dels altres en una economia bàsicament d'autosubsistència i alhora relligada comunitàriament per obligacions familiars i de clan. Tradicionalment els bribris s'organitzen en petits assentaments familiars i en clans matrilineals, és a dir que la consanguinitat tramesa per línia materna és la base del parentiu i la que organitza els drets successoris. El matrimoni bribri pot lligar un home amb diverses esposes, però no pas una dona amb diversos homes, normalment el noi es casa amb la núvia i amb les germanes d'aquesta. La base familiar tradicional està definida per una relació avuncular, on poden posar-se de manifest tensions entre l'oncle, el germà de l'esposa, i els nebots, fills d'aquesta, unes tensions que poden copsar-se en la mitologia bribri. La divisió de tasques i funcions entre gèneres està molt marcada.
Normalment hi ha un cacic que simbolitza el cap de família del clan, una casa comunal i tot un sistema que obliga els individus a assumir responsabilitats dins la comunitat. Així les relacions familiars i la reciprocitat estructuren les relacions comunitàries, de la mateixa manera com les divisions en clans estableixen lligams i obligacions d'exogàmia i reciprocitat entre clans agermanats.
El consum de la “chicha”, una beguda alcohòlica producte de la fermentació del panís o blat de moro, s'inscriu en les relacions socioculturals de la societat bribri i simbòlicament forma part d'un reflex de la creació del món per part de Sibú, deïtat bribri creadora de tot el que hi ha sobre la terra. La “chicha” es consumeix en festejos o rituals comuns, o bé es fa servir per relligar la solidaritat o com a pagament de força de treball fora del nucli familiar. També es pot vendre “chicha” per recollir fons per a alguna organització. En les “chichadas” es poden reunir fins a cinquanta persones, familiars i amics per a portar a terme treballs complexes.

## Actualitat
Els censos de població indiquen que el bribris són prop de 27.000 membres, uns 26.000 a Costa Rica i uns 1000 en territori de Panamà. No obstant es pot entendre que les dades dels censos oficials són indicatius amb una fiabilitat relativa. D'acord amb l'anàlisi dels censos feta l'abril del 2015 pel “Ministerio de Planificación Nacional y Política Económica”, la població indígena va créixer un 39% entre el cens del 2000 i el del 2011, passant de 40.267 a 63.876 indígenes, representant un 2,4% de la població total del país. Les dificultats de copsar la realitat amb els censos oficials depèn de molts factors, com les pròpies preguntes, la consideració social del fet indígena o de les oportunitats legals que s'ofereixin a la identitat indígena.
Els Bribris i els Cabécar són els pobles indígenes més nombrosos, amb poca diferència de població entre ambdues ètnies. Ells sols representen un 71% dels indígenes dels territoris protegits. Amb tot, cal dir que els indígenes que habiten en el territori indígena representen un 46,6% del seu total, i la resta, el 53,4% estan domiciliats en la resta del país. A Panamà, segons la UNFPA (fons de població de les nacions unides), els indígenes representen el 12,3% de la població, i els Bribri que recull el cens de Panamà són uns 1.068 habitants, la major part situats en zones properes a la frontera de Costa Rica.
En Territoris indígenes: D'acord amb el Cens del 2011 de Costa Rica, en els territoris indígenes reservats per als Bribris, s'hi troben 16,938 habitants, dels que 12,785 són Bribris. El 92,1% estan alfabetitzats, un 34,5% han rebut educació secundària o més, i un 45,8% parlen la llengua Bribri. El 2011 prop d'un 39% utilitzava el telèfon mòbil, un 21% ordinador i un 18% Internet. Un 60% es dedica professionalment dins el sector primari, i d'aquests el 72% ho fa per compte propi, un 21% com a treballador d'empreses privades i un 2% per a un patró. El cens també es fa ressò de les necessitats bàsiques insatisfetes, que entre els bribris està en un 63,4% (amb almenys una necessitat bàsica insatisfeta: la qualitat de l'habitatge, infraestructura sanitària, accés al coneixement [escolar] i l'accés a altres bens de consum). S'estima que un 30% dels habitatges no té accés a la xarxa elèctrica. Aquests habiten a la regió sud de Costa Rica, principalment en les reserves indígenes de Salitre i Cabagra, al cantó de Buenos Aires, situat en la Província de Puntarenas i a la Reserva de Talamanca, al cantó del mateix nom. Al llarg de la llera del riu Sixaola i del riu Yorkín, limítrofs amb Panamà.
En general, els bribris han conservat el seu llengua tant en forma oral com a escrita. L'activitat més important és l'agricultura, principalment el cacau i el plàtan, encara que també conreen blat de moro, fesols i tubercles. Es dediquen així mateix a la cria de porcs, cacen aus i pesquen. El seu més important expressió artesanal és la cistelleria i la fabricació d'instruments musicals, per a això utilitzen diversos elements naturals.
A causa de la seva situació aïllada, en relació amb els principals centres de civilització, alguns bribris han optat per tenir cèdules d'identitat tant panamenya com a costariquenya, la qual cosa facilita l'obtenció d'ajuda mèdica en emergències tant en un país com en l'altre.
Un element interessant d'aquesta ètnia és que els seus habitatges (generalment, de fusta, fabricades sobre pilots i teulades amb fulles seques) s'alcen molt separades unes d'unes altres, això a causa que els bribris aprecien la independència. No és estrany que una casa bribri es trobi a una hora de camí de l'altra casa més propera.

## Conflictes actuals
Des de l'arribada dels espanyols les poblacions indígenes no tenien drets reconeguts i, per tant, eren objecte d'abusos i ocupacions del territori. Costa Rica va viure des de finals del XIX unes polítiques racistes sota domini crioll que els posicionaments indigenistes, i paternalistes, no van saber resoldre per què no incorporaven la veu de l'indígena. Costa Rica ratificà el 1959 el conveni Nº. 107 de la OIT sobre poblacions indígenes i tribals del 1957 (però va quedar sense efectes en aplicació de la llei de “Tierras y Colonización” del 1961). El 1977 es va aprovar la llei 6172, anomenada Llei indígena i el 2 d'abril de 1994 ratificà el conveni C169 de la OIT que substituïa el 107. Aquestes normes fixen uns drets mínims per als pobles indígenes i els reconeixen i delimiten uns territoris, el que per altra banda limita les seves reivindicacions sobre espais no reconeguts. Altrament el 1973 l'estat va crear la CONAI, (Comisión Nacional de Asuntos Indígenas), com a institució representant dels interessos dels grups ètnics ubicats en territoris indígenes, on els indígenes estan representats per les ADI (Asociaciones de Desarrollo Integral) i actuen com a govern local (Decret Nº. 13568-G), a la que s'afegeix des del 2007 una “Red Nacional de Mujeres Indígenas”. Aquestes institucions de creació estatal són sospitoses de fer un joc de clientelisme polític en favor dels partits estatals i en detriment dels interessos indígenes. (Laforge, M) Tanmateix, els propis indígenes reclamen més control sobre les institucions que els regeixen que consideren sota els interessos de l'estat, mitjançant la modificació o derogatòria de la Llei de CONAI i la modificació del Decret del Reglament de la Llei Indígena per a l'establiment d'autèntics governs indígenes.
Els mateixos indígenes han creat, els darrers anys, organitzacions que defensen els seus drets com la MNICR (Mesa Nacional Indígena de Costa Rica), la Asociación ANAI, la CODEBRIWAK, la Asociación de mujeres productoras de Watsi (AMUPROWA), la ACOMUITA, la ADITIBRI o sindicats agraris entre d'altres.
Els assentaments més aïllats, en terrenys difícils de cultivar mantenen una economia de subsistència que impossibiliten altre tipus de desenvolupament agrícola a gran escala, on la divisió sexual del treball i la col·laboració familiar i de la comunitat n'és la clau. No obstant, el contacte amb la cultura estatal i els models de producció i consum capitalista vincula la major part de les activitats agrícoles dels bribris amb el mercat, en fort contrast o trencament amb els sistemes de producció i de relació social tradicionals.
Les identitats indígenes han estat relacionades, tradicionalment, amb un mode de vida respectuós amb el seu ecosistema i, per tant, el seu desenvolupament cultural i econòmic s'esgrimeixen com a millor garant del medi ambient. Segons el recull de la UNESCO el territori de Talamanca concentra el 90% de la flora de Costa Rica, 560 espècies d'aus, 250 d'amfibis i rèptils i 215 mamífers, molts dels quals en perill d'extinció.
No obstant, el retrocés en el ús de la llengua entre els joves bribris, i l'apropament de la població a centres amb serveis de salut pública, comerç o educació estan canviant ràpidament els costums ancestrals que s'havien conservat en l'aïllament de les muntanyes i la frondositat de la selva humida, posant en perill la seva continuïtat i conseqüentment la conservació de l'ecosistema, la llengua, els costums i els coneixements ancestrals (Rojas, D.).
La llei indígena de 1977, reconeix les reserves indígenes establertes en anteriors decrets executius del 1976, atorgant-ne la propietat a les Comunitats Indígenes, i decreta aquests territoris com a inalienables, imprescriptibles, no transferibles i exclusives per a aquestes comunitats que les habiten, i limitant els drets dels no indígenes, que no podran arrendar ni comprar-ne terrenys.
L'accés i disposició del territori indígena segueix sent una qüestió no resolta malgrat la legislació protectora d'aquests drets. Com a mostra es pot esmentar que els dirigents de la comunitat bribri de Salitre estimen que el 40% del seu territori està ocupat per “finqueros” no autòctons, cosa que prohibeix la Llei indígena. Alguns han ocupat per la força les terres i altres les han comprat malgrat la prohibició de la llei. Malgrat la reafirmació de les il·legalitats per part dels tribunals, les tensions entre bribris i “finqueros” van augmentar amb aixecament de campaments, incendis i bloqueig d'accessos al territori. Actualment el govern estudia l'oferiment de compensacions als “finqueros” per resoldre la qüestió.
Les principals reivindicacions indígenes passen per una llei de major autonomia o directament d'autogovern en les seves reserves, i que es facin complir les lleis protectores dels drets indígenes que sovint no troben la correspondència sobre el terreny.
La identitat bribri està doncs, començant el segle xxi, en mig d'un joc de tensions, una desestructuració donada pel contacte i la relació desigual amb el castellà, l'economia de mercat i les institucions estatals o religioses, i per altra una via de reestructuració que ofereix la possibilitat de reivindicar uns valors comunals, uns drets sobre la terra i els recursos naturals

## Religió
Els bribris practiquen una religió animista basada en un xamanisme autòcton, sent una de les religions més antigues encara practicades a Costa Rica, sinó la més antiga. Les seves creences es basen en el culte a Sibú i l'estructuració de la societat bribri en clans.

## Usuré i Suráyum
Dins dels principals arquetips en la construcció de l'imaginari col·lectiu del poble de Costa Rica destaquen l'Usuré i Suráyum com a referents simbòlics i físics que s'entremesclen en el sincretisme entre l'ancestral i cristià.
Segons el reconegut antropòleg Alfredo González Chaves, la cosmogonia bribri precisament ha de conèixer-se com la font primària en l'aportació de valors de la identitat cultural costariquenya, la qual cosa s'anomenaria l'ànima cultural, el Siwá tico.
El siwá o suwoh és el cos de coneixements que defineix la forma en què els bribris interpreten la realitat, és història i tradició on explica com el món de Sibú interacciona amb el món humà i viceversa.

### L'Usuré: Casa Còsmica
És una espècie de temple cònic que representa l'Univers. És el món ancestral, la volta celeste. És el macrocosmos com a Comunitat i el microcosmos en el familiar, és el lloc de reflexió, pau i seguretat.
És un gran úter matern protegit per costelles circulars on reposen els travessers o bigues inclinades a manera d'ombrel·la, suportats per 8 pals rodonxos principals en representació dels 8 clans primigenis, cobert amb fulles de palmell teixit, amb amarres que simbolitzen les constel·lacions i 4 divisions físiques al·ludint als 4 estadis, cels o planetes.
En construir una casa física, automàticament es construeix una altra a manera de mirall virtual cap avall o *supramundo, completant els 8 nivells de la concepció còsmica bribri. Reuneixen les oposicions complementàries del masculí-femení, clar-fosc, de dalt-a baix…, els dominis de Sibú i Surá i la seva alternança. Díwo el déu Sol que durant el dia il·lumina els dominis de Sibú, dona pas en la nit a Síwo la Lluna perquè il·lumini la volta còsmica: el gran sostre cònic.
Quan DuLu l'arbre de la creació estava a punt de trencar la casa còsmica, Sibú va demanar ajuda superior i el va tallar, va unir els seus extrems, creant el cercle de la perifèria de la casa cònica, formant els oceans com a protecció de la Gran Casa, per això el mar i la terra són rodons.
L'àpex o cap del con, protegeix de les filtracions d'aigua al punt crític, però també representa el cap, una masculina en el físic i una altra femenina a la casa virtual, unides pel pal central a manera de columna vertebral.
Aquest cap també al·ludeix a la fletxa que genera una obertura per on entra la llum i surten els pensaments.

### Suráyum: centre del món

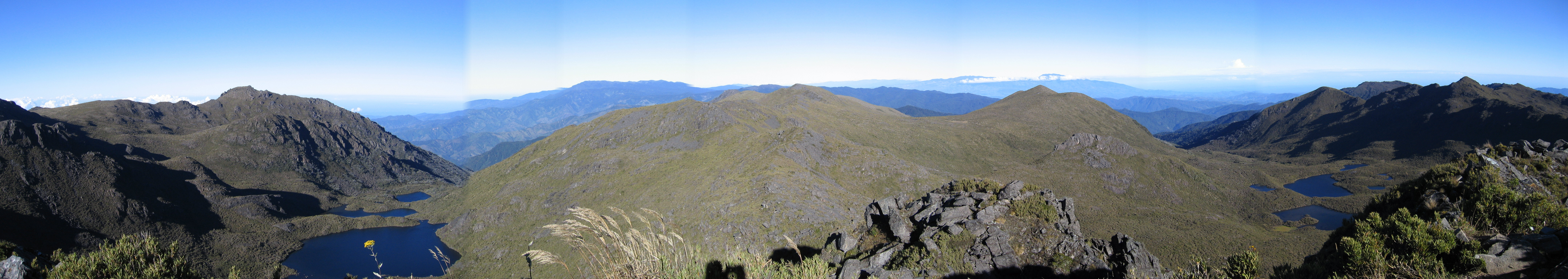
En la Serralada de Talamanca està el mític Suràyum, lloc on Sibú va crear als bribris.

En la cosmogonia bribri, Suráyum és el centre de la terra i el cel, és el lloc sagrat per excel·lència, on Sibú va portar les llavors de blat de moro sagrades (ditsù) a un lloc en la serralada de Talamanca, que els indígenes anomenen Suráyum (en bribri, Sulàyöm) i les va plantar en parells. D'aquestes llavors van néixer els bribris, i altres tribus germanes, que en l'actualitat és el territori de Costa Rica.
La dona en quedar embarassada entra en contacte amb Surá, es transforma en la cistella de la vida i carrega el germen immortal del wikor, l'esperit dels ancestres. Des del principi dels temps va ser el sagrat lloc escollit pels déus per ser el centre dinàmic de la creació. És el lloc on s'uneixen els tres nivells còsmics: el món dels vius com a llindar entre el món dels morts i el dels déus.
Físicament ho situen a Alto Lari, Alta Talamanca, just al centre del Parc Internacional La Amistad, Patrimoni Natural de la Humanitat, compartit entre Costa Rica i Panamà. Constitueix un valuós llegat arqueològic com a centre cerimonial on hi enterraven als seus reis i en el fons de l'abisme la gegantesca olla de pedra de 42 metres de circumferència en la qual Sibú el seu déu, va portar d'altres planetes la primera llavor humana de blat de moro, panotxa de tots els colors en representació de la creació de totes les races.